# Ljiljci (insekti)
Ljiljci (Sphingidae) porodica su velikih noćnih leptira snažna tela. Ova porodica obuhvata oko 1.450 vrsta. Oni su najviše zastupljeni u tropima, mada postoje vrste ove familije u svim regionima. Prednja krila su im dugačka i uska, a stražnja kratka. Živih su boja. U sumraku obleću oko cveća na koje ne sedaju nego u letu pružaju na njega dugačko sisalo. Antena su im debela. Gusenice su obično gole i obično imaju roščić na osmom kolutiću trupa. Zakukulje se u zemlji.
Najpoznatije su vrste: Macroglossa croatica, hrastov ljiljak (Marumba quercus), Veliki ljiljak vinove loze (Deilephila elpenor), mlečerov ljiljak (Deilephila euphorbiae), mrtvačka glava (Acherontia atropos), oleandrov ljiljak (Daphinis nerii), slakov ljiljak (Herse convolvuli), topolin ljiljak (Laothoe populi), večernje paunče (Smerinthus ocellata). Obična golupka (Macroglossa stellatarum) je dnevni leptir.

## Sistematika

### GenusCocytius}- =

#### Rod
- ?Macropoliana ohefferani}-

## Spoljašnje veze
- Pittaway, A. R.; Kitching, I. J. „Systematic List”. Sphingidae of the Eastern Palaearctic. Приступљено 15. 12. 2018.
- Pittaway, A. R. (2018). „Systematic List”. Sphingidae of the Western Palaearctic. Приступљено 12. 12. 2018.